# HK Aviatar Baranavitchy
 (novembre 2019).
 (juillet 2024).
Si vous disposez d'ouvrages ou d'articles de référence ou si vous connaissez des sites web de qualité traitant du thème abordé ici, merci de compléter l'article en donnant les références utiles à sa vérifiabilité et en les liant à la section « Notes et références ».
Le HK Aviatar Baranavitchy (en biélorusse : ХК Авіятар Баранавічы) est un club de hockey sur glace de Baranavitchy en Biélorussie.

## Historique
Le club est créé en 2018. Il évolue dans l'Ekstraliga B.

## Palmarès
- Néant.